# Silene zhongbaensis
Silene zhongbaensis là loài thực vật có hoa thuộc họ Cẩm chướng. Loài này được (L.H. Zhou) C.Y. Wu & C.L. Tang miêu tả khoa học đầu tiên năm 1996.